# Kostel svatého Václava (Běhařovice)
Kostel svatého Václava je zaniklý chrám v Běhařovicích.

## Historie
Konkrétní rok vzniku kostela není znám, nejstarší zmínkou o existenci kostela je zápis v zemských deskách z roku 1349, kde se hovoří o zdejším plebánovi Sobinkovi (Dominus Sobynco plebanus de Pyeharzowicz). Podle kroniky běhařovické farnosti z roku 1778 se jednalo o jednolodní stavbu obdélníkového půdorysu s apsidou. Drobný kostel byl nejspíše postaven v románském stylu architektury s mohutnými zdmi a malými okenními a dveřními otvory. Portál byl zdoben reliéfy, stejně tak byly reliéfy zdobeny zdi v interiéru. Vnitřní zařízení bylo prosté, oltář byl drobný. Značné poškození způsobil kostelu požár roku 1577, po kterém byl v neutěšeném stavu i po několika opravách (podle kroniky silně nevzhledný a chatrný). Tato situace vedla tehdejšího majitele tavíkovického panství, Jiřího Kryštofa Teuffela, vystavět kostel nový, dnešní kostel Nejsvětější Trojice. Starý kostel však stále sloužil jako farní kostel. K dalšímu vyhoření kostela došlo roku 1626 při požáru městečka, následně byl kostel ještě vyrabován Švédy. Roku 1776 byla ke kostelu přistavěna věž za faráře Kašpara Jana Koukala. Kostel stál až do roku 1802, kdy byl celý zbořen a to včetně věže. Zdivo bylo použito k výstavbě místní školy a hřbitov při kostele byl zrušen. Farním kostelem se stal chrám zasvěcený Nejsvětější Trojici. V místech, kde kostel stál, byla roku 1826 postavena současná farní budova s dvorem a hospodářskými budovami. Na památku starého kostela byla téhož roku před budovou fary vybudována kaplička zasvěcená sv. Václavovi. Do štítu byla ze starého kostela vsazena malá mramorová deska s reliéfem ukřižovaného Krista a letopočtem 1630. Jiný reliéf z první poloviny 17. století je vsazen do zdi uvnitř kaple a znázorňuje dvě ženské postavy. Ze zbořeného kostela pochází také oltář se sochou sv. Václava z poloviny 18. století.